# Trichosia gravitata
Trichosia gravitata är en tvåvingeart som beskrevs av Hans-Georg Rudzinski 2005. Trichosia gravitata ingår i släktet Trichosia och familjen sorgmyggor.
Artens utbredningsområde är Taiwan. Inga underarter finns listade i Catalogue of Life.